# Червоненська сільська рада (Гайворонський район)
| Червоненська сільська рада — колишній орган місцевого самоврядування у Гайворонському районі Кіровоградської області з адміністративним центром у с. Червоне. 05.02.1965 Указом Президії Верховної Ради Української РСР передана Червоненська сільська рада сільрада Бершадського району Вінницької області до складу Гайворонського району Кіровоградської області. Сільській раді підпорядковані населені пункти: - с. Червоне |

## Склад ради
Рада складається з 16 депутатів та голови.

### Керівний склад ради
| ПІБ                          | Основні відомості                                                         | Дата обрання | Дата звільнення |
| ---------------------------- | ------------------------------------------------------------------------- | ------------ | --------------- |
| Добровольський Юрій Петрович | Сільський голова, 1962 року народження, освіта, безпартійний              | 26.03.2006   | 31.10.2010      |
| Добровольський Юрій Петрович | Сільський голова, 1962 року народження, освіта вища, член Партії регіонів | 31.10.2010   |                 |

Примітка: таблиця складена за даними джерела

## Населення
Згідно з переписом УРСР 1989 року чисельність наявного населення сільської ради становила 1187 осіб, з яких 539 чоловіків та 648 жінок.
За переписом населення України 2001 року в сільській раді мешкало 1229 осіб.

### Мова
Розподіл населення за рідною мовою за даними перепису 2001 року:
| Мова       | Відсоток |
| ---------- | -------- |
| українська | 97,15 %  |
| російська  | 1,46 %   |
| молдовська | 1,38 %   |